# Tarlina smithersi
Tarlina smithersi är en spindelart som beskrevs av Gray 1987. Tarlina smithersi ingår i släktet Tarlina och familjen Gradungulidae.
Artens utbredningsområde är New South Wales. Inga underarter finns listade i Catalogue of Life.